# Rune Westberg
Rune Westberg (født 22. november 1974 i Risskov) er en dansk sangskriver, producer og guitarist. Han har produceret for danske navne som Saybia, Tue West, Magtens Korridorer, Bryan Rice, og Alphabeat. Westberg har producet for internationale artister som Beth Hart, Adam Lambert, og Colbie Caillat.
I slutningen af 90'erne udgav han albummene Ruby Fruit Jungle (1996) og Scram (1998) med rockbandet Ruby Fruit Jungle. Westberg udgav et selvbetitlet soloalbum i 2001.